# Äramossen
Äramossen är ett naturreservat i Ulricehamns kommun i Västra Götalands län.
Området består av ett myrkomplex med en sammanlagd myryta av cirka fyra kvadratkilometer. Området är beläget vid Kinnared ca sju kilometer öster om Ulricehamn, strax söder om Götalands näst högsta punkt, Galtåsen. Den högsta punkten på mosseplanet är belägen 325 meter över havet. I reservatet ingår förutom själva Äramossen också den s.k. Rullamossen i söder och en del mindre våtmarker, omgivande sumpskogar, myrholmar och randskogar. Vegetationen är ganska artfattig, men på några platser finns orkidén mossnycklar, slåtterblomma och snip.
Naturreservatet inrättades den 10 december 2008 och omfattar 487 hektar. Äramossen ingår i EU:s ekologiska nätverk av skyddade områden, Natura 2000 och förvaltas av Västkuststiftelsen. Mossen är vattendraget Ätrans källa.